# Mimmo Lucà
Domenico Lucà, detto Mimmo (Gioiosa Ionica, 16 giugno 1953 – Rivalta di Torino, 13 febbraio 2025), è stato un politico italiano.

## Biografia
Si è laureato in scienze politiche; dopodiché è stato funzionario della regione Piemonte, dove si è occupato di sanità e assistenza. Ha fondato il Tribunale per i diritti del malato a Torino e ne è stato il coordinatore fino al 1987. È stato dirigente delle ACLI: ne è stato vice presidente nazionale, responsabile del Patronato.
Diventa deputato, per la prima volta, nel 1994, in rappresentanza dei Cristiano Sociali (di cui è coordinatore nazionale) nelle liste del PDS, ed è rieletto per altre quattro volte consecutive, sempre eletto nella Provincia di Torino. È stato membro della Direzione nazionale dei Democratici di Sinistra, nel 2007 ha partecipato alla fondazione dell'Ulivo di Romano Prodi. Ha partecipato alla fondazione del Partito Democratico di cui è stato membro della Direzione e del Coordinamento politico.
Successivamente è Presidente del Consorzio Intercomunale di Servizi (Cidis), tra i Comuni di Beinasco, Bruino, Orbassano, Piossasco, Rivalta di Torino e Volvera.
Nel 2011 Lucà è stato intercettato durante due telefonate con l'imprenditore Salvatore De Masi, risultato in seguito esponente della 'Ndrangheta, durante le quali, ignorando la vera natura dell'interlocutore, ha chiesto sostegno a favore di Piero Fassino per le elezioni primarie del partito democratico volte a scegliere il candidato sindaco di Torino. Lucà, interrogato due volte dal procuratore Giancarlo Caselli come persona informata dei fatti, non è stato coinvolto negli aspetti giudiziari, risultando poi estraneo alla vicenda.

## Incarichi legislativi
Nella XVI legislatura fa parte della Commissione per le Politiche dell'Unione Europea ed è Segretario dell'Ufficio di Presidenza. Nella XII Legislatura è stato membro della Commissione Lavoro pubblico e privato e della Commissione di controllo sull'attività sugli Enti previdenziali. Nella XIII Legislatura è stato vice presidente del Gruppo DS - Ulivo; è stato nuovamente membro della Commissione Lavoro pubblico e privato, ed è stato membro della Commissione Affari sociali e della Commissione speciale per l'esame dei disegni di legge recanti misure per la prevenzione e la repressione dei fenomeni di corruzione. Nella XV Legislatura è Presidente della Commissione Affari Sociali.